# برکر گوون
برکر گوون (ترکی استانبولی: Berker Güven) (زاده ۷ سپتامبر ۱۹۹۴ در ازمیر) از بازیگران موفق و جذاب اهل ترکیه است. وی فارغ التحصیل کارشناسی رشته رادیو و سینما از دانشگاه بیلگی استانبول می باشد؛ او از تئاتر فعالیت خود را شروع کرد و حالا در تلویزیون و سینما حضور دارد.

## فیلم‌شناسی
برکر اولین بار سال ۲۰۱۶ وقتی ۲۰ ساله بود با سریال تاریخی وطنم تویی که مربوط به وقایع جنگ استقلال ترکیه است؛ بازی در جلوی دوربین را تجربه کرد. در سال ۲۰۱۷ هم توانست با فیلم بابام وارد سینما شود. او در سال ۲۰۱۹ با سریال استانبول ظالم دوباره به قاب تلویزیون بازگشت که در این مجموعه نقش ندیم یک معلول را بازی می کند؛ که بعدا سلامتی خود را بدست می‌آورد. جدیدترین پروژه برکر مربوط به سریال شعله‌ور است.